# Choro
Lo Choro ([ˈʃoɾu], pronuncia figurata: scióru, termine portoghese che significa lamento o pianto), popolarmente chiamato chorinho, è la struttura portante della musica strumentale tradizionale brasiliana.

## Caratteristiche
Nasce intorno al 1870, quando i suonatori di musica popolare di Rio de Janeiro — allora capitale economica e culturale del Brasile — cominciarono ad eseguire, in forma “brasilianizzata” e con forte influenza dei ritmi di origine africana, il repertorio di danze europee che erano in voga nei salotti dell'élite del XIX secolo, come il valzer, lo scottish e la polca. Da allora, l'universo musicale dello Choro ha sempre abbracciato diversi ritmi e stili, tra cui polca, valzer, baião, frevo, maxixe e tango brasileiro e ha influenzato in maniera determinante lo sviluppo del samba e della bossa-nova.
La formazione più caratteristica all'inizio era chitarra (violão), flauto e cavaquinho. Da allora, tanti altri strumenti sono stati aggiunti, come chitarra 7 corde, clarinetto, pandeiro, mandolino, fisarmonica e tanti altri. A tutt'oggi, è considerata la più importante musica strumentale brasiliana, e ogni nuova generazione di musicisti e compositori collabora allo sviluppo di questa musica, alla sua diffusione e ad incrementare il repertorio.
" La prima metà del Novecento era stata caratterizzata da una produzione
essenzialmente di tipo strumentale, per poi aprirsi nettamente a brani vocali
chiaramente ispirati al samba, ovverosia caratterizzati da una linea melodica
pimpante, in cui la voce interpretava la parte che prima apparteneva allo strumento
solista, di solito a fiato. Benché talvolta utilizzavano pure la struttura a
“strofa e ritornello” del samba cittadino questo schema vocale conservava di
preferenza la forma di quelli strumentali, che di solito consisteva di tre parti
così distribuite: A – B – A – C – A. In questo caso erano definiti samba-chôro "
Gran parte dei compositori brasiliani si sono cimentati e si cimentano tuttora con lo Choro. Villa-Lobos, appassionato di questa musica, lo definisce come l'essenza dell'anima musicale brasiliana.
Uno dei grandi maestri di questo genere è stato Pixinguinha; il suo compleanno, 23 aprile, è ufficialmente il giorno dello Choro in Brasile. 
Tra gli altri maestri vi sono Ernesto Nazareth, Jacob do Bandolim, Waldir Azevedo, Garoto, Joaquim Callado, Patápio Silva, Altamiro Carrilho, K-Ximbinho, Chiquinha Gonzaga, Anacleto de Medeiros, Luiz Americano, Irineu de Almeida ecc.